# Obed Hussey
Inventor e fabricante de máquinas norte-americano nascido em Hallowell, Maine. Inventou equipamentos mecânicos especialmente voltados para uso agrícola. Na juventude, marujo em um navio baleeiro, mas logo abandonou esta carreira e montou uma oficina mecânica em Cincinnati, Ohio.
Ganhou fama como inventor quando criou e fabricou um ceifeiro, a primeira máquina colheitadeira primária de sucesso, funcionando a tração animal, e que atingiu grande êxito comercial depois de ser patenteada (1833), nos estados de Illinois, Maryland, New York e Pennsylvania, ampliando a produção de grãos nestes estados pela ampliação das áreas plantadas. 

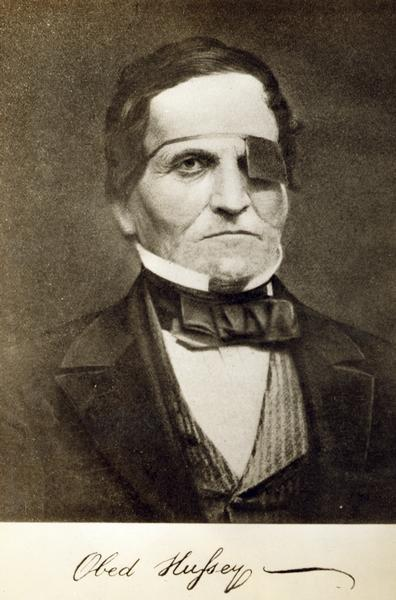
Obed Hussey em 1850

Ele viajou para a Inglaterra (1851) para fazer uma demonstração de sua colheitadeira, em Hull e Barnardscastle, e então foi convidado a fazer uma apresentação para o Príncipe Albert, que, impressionado, comprou duas máquinas ao preço de £21 cada. Sua ceifadeira foi uma unanimidade até o surgimento comercial da colheitadeira de Cyrus Hall McCormick (1809-1884), projetada antes (1931) mas patenteada depois (1934). 
Também inventou um arado a vapor, uma máquina para fabricar pinos, ganchos e aros, um triturador para fabricação de farinha de milho, um moedor de cana de açúcar e uma máquina para produção de gelo etc. Pressionado pela concorrência dos produtos da fábrica de McCormick em Chicago, Illinois, vendeu seus negócios então sediados em Baltimore (1958) e morreu em Exeter, Nova Hampshire, dois anos depois.